# Hans vom Stall
Hans vom Stall (auch vom Staal; * um 1419 vermutlich in Wangen im Allgäu; † 1499 in Solothurn) war Stadtschreiber von Solothurn, Schweiz. Er spielte eine wichtige Rolle in den diplomatischen Verhandlungen Solothurns und bei der Aufnahme des damaligen Zugewandten Orts in die Eidgenossenschaft.

## Biografie
Hans vom Stall wurde vermutlich in Wangen im Allgäu geboren. Die Familie schrieb sich damals vom Stall und de Stabulo, im 17. Jahrhundert kamen die Schreibweisen von Staal und von Stahl auf. Heute ist auch für die älteren Familienmitglieder vom Staal üblich. Johann bzw. Hans vom Stall kam um 1455 nach Solothurn. Das Jahr seiner Ankunft ist nicht genau bekannt. Die Angaben in der Literatur schwanken zwischen 1450 und 1456, wobei 1455 oder 1456 am wahrscheinlichsten ist, da sein Amtsvorgänger Johann Etterlin nach dem HBLS noch 1455 Stadtschreiber war und Hans vom Stall erst ab 1457 in den solothurnischen Akten erscheint, bereits als Stadtschreiber. Seine Handschrift ist in den Urkunden auch nicht vor 1456 mit Sicherheit zu erkennen. Die früheren Aufenthaltsorte und Tätigkeiten Hans vom Stalls sind unbekannt.
In Solothurn, wo er das Bürgerrecht erhielt, wurde vom Stall in seinem Amt als Stadtschreiber schnell zum wohlhabenden Mann. Zwar war die Besoldung seines Amtes eher niedrig, jedoch wurde ihm das Privileg gewährt, als einziger in Solothurn rechtsgültige Urkunden auszustellen und überhaupt als Schreiber tätig zu sein. Die Ausstellung von Urkunden war damals sehr teuer, und da jeder rechtsgültige Akt verurkundet werden musste, erklärt sich so die rasche Zunahme des Vermögens von Hans vom Stall.
1483 konnte er, bereits im Besitz mehrerer Liegenschaften, vom Fürstbischof von Basel das Dorf Lüttelsdorf (heute Courroux) bei Delsberg als Lehen erwerben.
Sein Ansehen und Einfluss in Solothurn wuchsen rasch. Hans vom Stall fand für sich als Stadtschreiber eine neue Rolle, die ihn von seinen Vorgängern, die als Stadtschreiber keinen nennenswerten politischen Einfluss hatten, abhebt. Formell besass er im Rat keine Stimme und war nur Protokollführer, jedoch wurde sein Rat in Sachfragen sehr häufig angenommen, da er über eine juristische Bildung verfügte, die den meisten Ratsherren fehlte.
Besonders stark trat Hans vom Stall aber mit seinen diplomatischen Aufgaben als solothurnischer Gesandter hervor. Er führte schon zu Beginn seiner Amtszeit die Verhandlungen mit dem Junker Thomas von Falkenstein, die zum Erwerb der Herrschaft Gösgen führten, und wurde damit beauftragt, Anleihen in Strassburg, Basel und aargauischen Städten zu beschaffen, um die Kaufsumme aufzubringen. Es blieben in der Folge hauptsächlich die «schwierigen, verwickelten Händel, die der Rat in seine Hände legt».
Als das Herzogtum Burgund zunehmend zur Gefahr wurde, übernahm Hans vom Stall die Pflege der solothurnischen Beziehungen zu den benachbarten Mächten. Er erschien sehr häufig auf den Tagsatzungen zu Verhandlungen, die das Verhältnis zum Kaiser, zu Österreich und den Reichsstädten des Elsass betrafen. Vom Stall pflegte unter anderem diplomatische Kontakte mit Erzherzog Siegmund von Österreich und sogar mit Karl dem Kühnen. Seine Politik war österreichfreundlich und gegen Bern gerichtet.
1481 soll Hans vom Stall eine wesentliche Rolle bei der Aufnahme des Kantons Solothurn in die Eidgenossenschaft gespielt haben. Im Artikel von Franz Fäh über Hans Jakob vom Staal den Jüngeren (1589–1657) in der ADB wird Hans vom Stall als Freund von Niklaus von Flüe bezeichnet. Hans vom Stall ist der wahrscheinliche Auftraggeber der Solothurner Historienbibel der Familie vom Staal, die sich heute als Bestandteil der massgeblich von seinem Ur-Urenkel Hans Jakob vom Staal dem Älteren (1539–1615) ausgebauten vom Staal'schen Familienbibliothek in der Zentralbibliothek Solothurn befindet. Das Buch stammt aus der Werkstatt von Diebold Lauber.
Am 14. November 1487 gewährte König Maximilian I. (der erst 1508 die Kaiserwürde annahm) Hans vom Stall und seinen Nachkommen ein Wappen:

«Wir Maximilian Von gottes gnaden Römischer Küng [...] bekennen unnd thund kundt Allermenngelich mit disem Briefe, Das wir güttlich angesechen unnd betrachtet haben sölich Erberkeit, Redlichkeit, gut Sitten, Tugent unnd vernunfft, Damit unnser unnd des Reichs lieber getrewer Johans vom Stall vor unnser küngelichen Mayestät berümbt ist, Unnd sunnder ouch die genemen, getrewen, vleissigen diennst, So der selbe Johanns vom Stall unns und dem Heiligen Reiche bißhar gethan hat [...] Unnd haben Darumb mit wolbedachtem mutte, guttem Rate unnd rechter wissen Dem eegenanten Johansen vom Stall unnd allen seinen eelichen leibs erben für und für Diess Nachgeschriben wappen und Cleinot, mit namen einen gellwen oder golldfarwen schillt unnd darinn einen vogel klawen, graw oder vogellfarw, unnd der oben Im Tiech mit pfawenspiegeln vermischt oder geschickt sye, Unnd uff dem schilde einen Hellm, geziert mit einer rotten und gellwen Hellmdecken, Daruff ein Man ane arm, In einem Rotten kleid, mit einer Binden umb die mitten gestrickt unnd hinnden uss fliegende Rot unnd gellw, unnd vorherab am kleid dryg gellw knöpff, unnd oben uffem Rock ein gellwer umbschlag oder Saume, sin angesicht eines alten mans mit einem grawen Bart unnd einem grawen Har, Unnd daruff einen Rosenkranntz von wissen unnd roten Rosen, wie dann sölich wappenn und Cleinot Inn dem Schillde unnd auff dem Hellme In der mitte diß gegenwirttigen unnsers künglichen Brieffs gemolet [...] von newem gnedigclich verlichen unnd gegeben [...]»

Das zentrale Zeichen des Wappens ist somit die Vogel- bzw. Greifenklaue. Vom Stalls Sohn Hans Jakob vom Staal (1463–1520) liess dieses Wappen 1519 in die Historienbibel malen. Lieselotte E. Saurma-Jeltsch kommt in ihrer Publikation zur Historienbibel jedoch zum Schluss, dass die Handschrift wahrscheinlich nicht vom Sohn erworben, sondern vom Vater sogar in Auftrag gegeben wurde, besonders wegen der «in den Bildern bei der Detailbetrachtung so auffälligen Abweichungen vom Üblichen zugunsten von Anspielungen für den Besitzer.»